# Cuscuta prismatica
Cuscuta prismatica là một loài thực vật có hoa trong họ Bìm bìm. Loài này được Pav. ex Choisy mô tả khoa học đầu tiên năm 1841.